# راهول باتاشاريا
راهول باتاشاريا (بالإنجليزية: Rahul Bhattacharya)‏ هو مؤلف وصحفي هندي، ولد في 1979.